# Santiago Mesón
Santiago Mesón (San Miguel de Tucumán, 25 de enero de 1968) es un jugador de rugby de Argentina.
Se inició en este deporte a la edad de 8 años en el Tucumán Rugby Club, y debutó en primera en el año 1985. El año 1993 pasa al San Isidro Club (S.I.C.).

## Perfil
Nombre completo: Santiago Esteban Mesón
Fecha de nacimiento: 25 de enero de 1968, 57 años
Peso: 90 kg
Altura: 180 cm
Posición: apertura
Club: Tucumán Rugby Club (1976-1993), San Isidro Club (1994-1999)
Test debut: Campeonato anual de 1985 vs. Lawn Tennis 
Títulos con Tucumán Rugby Club: 1988 a 1993

Record:
Unión de Rugby de Tucumán: M-19, Mayor y Sevens 
Goleador del rugby tucumano en los años 1991, 1992 y 1993
Campeón URBA: 1994 y 1997
Nacional de Clubes: 1994 (con el SIC: 28-12 vs. La Tablada )

## En la Selección Nacional de Rugby
Debut en Los Pumas: Sudamericano de 1987
Provincias Argentinas: 1987 contra Australia 
Tests Matches: 34 (1987-1997). 1987: Paraguay. 1989: USA, Brasil, Paraguay, Uruguay. 1990: USA, Canadá, Escocia. 1991: Nueva Zelanda, Nueva Zelanda, Chile, (Mundial: Western Samoa). 1992: Francia, Francia, España, Rumania, Francia. 1993: Japón, Sudáfrica, Sudáfrica, Brasil, Paraguay, Uruguay. 1994: USA, Escocia, Escocia, USA. 1995: Uruguay, Canadá, Australia, Australia. 1996: USA, Canadá. 1997: Chile.
Puntos: 232: 2 tries, 30 conversiones, 53 penales y 1 drop
Seven: Catania 1991, Hong Kong 1992, Mundial de Edimburgo 1993

## Palmarés
| Título                        | Equipo          | País      | Año  |
| ----------------------------- | --------------- | --------- | ---- |
| Anual Tucumano                | Tucumán Rugby   | Argentina | 1988 |
| Anual Tucumano                | Tucumán Rugby   | Argentina | 1989 |
| Anual Tucumano                | Tucumán Rugby   | Argentina | 1990 |
| Anual Tucumano                | Tucumán Rugby   | Argentina | 1991 |
| Anual Tucumano                | Tucumán Rugby   | Argentina | 1992 |
| Anual Tucumano                | Tucumán Rugby   | Argentina | 1993 |
| Campeonato Argentino de Rugby | Tucumán         | Argentina | 1993 |
| Torneo de la URBA             | San Isidro Club | Argentina | 1994 |
| Torneo de la URBA             | San Isidro Club | Argentina | 1997 |

- Datos: Q1154165